# Haut-modernisme

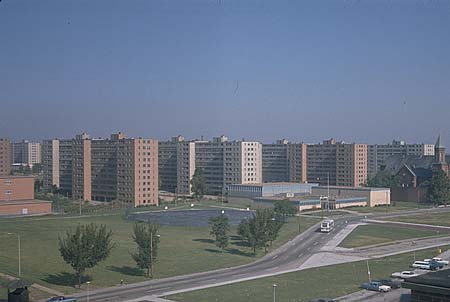
Quartier de Pruitt-Igoe à St-Louis (Missouri). Les tours alignées représentent bien la pensée haut-moderniste.

Le haut-modernisme est la traduction du terme anglais high modernism, qui désigne une grande confiance en la science et en la technologie pour modeler le monde social et la nature. Le mouvement haut-modernisme était particulièrement fort pendant la guerre froide, surtout pendant les années 1950 et 1960.

## Définition
Le haut-modernisme se caractérise par :
- une grande confiance dans les progrès scientifiques et technologiques.
- une attente de la nature qu'elle subvienne aux besoins de l'Humanité.
- une volonté que des environnements complexes (comme des anciennes villes) ou des concepts (comme des dynamiques sociales) soient plus lisibles et plus simples, voire simplistes, souvent par une réorganisation spatiale (par exemple un plan de ville en grille).
- un désintérêt du contexte historique, géographique et social.

## Liens avec le technocentrisme
Le technocentrisme consiste à vouloir modeler et contrôler son environnement grâce à la technologie. Cette logique poussée à l'extrême est une caractéristique du haut-modernisme.

## Exemples de haut-modernisme

### Brasilia

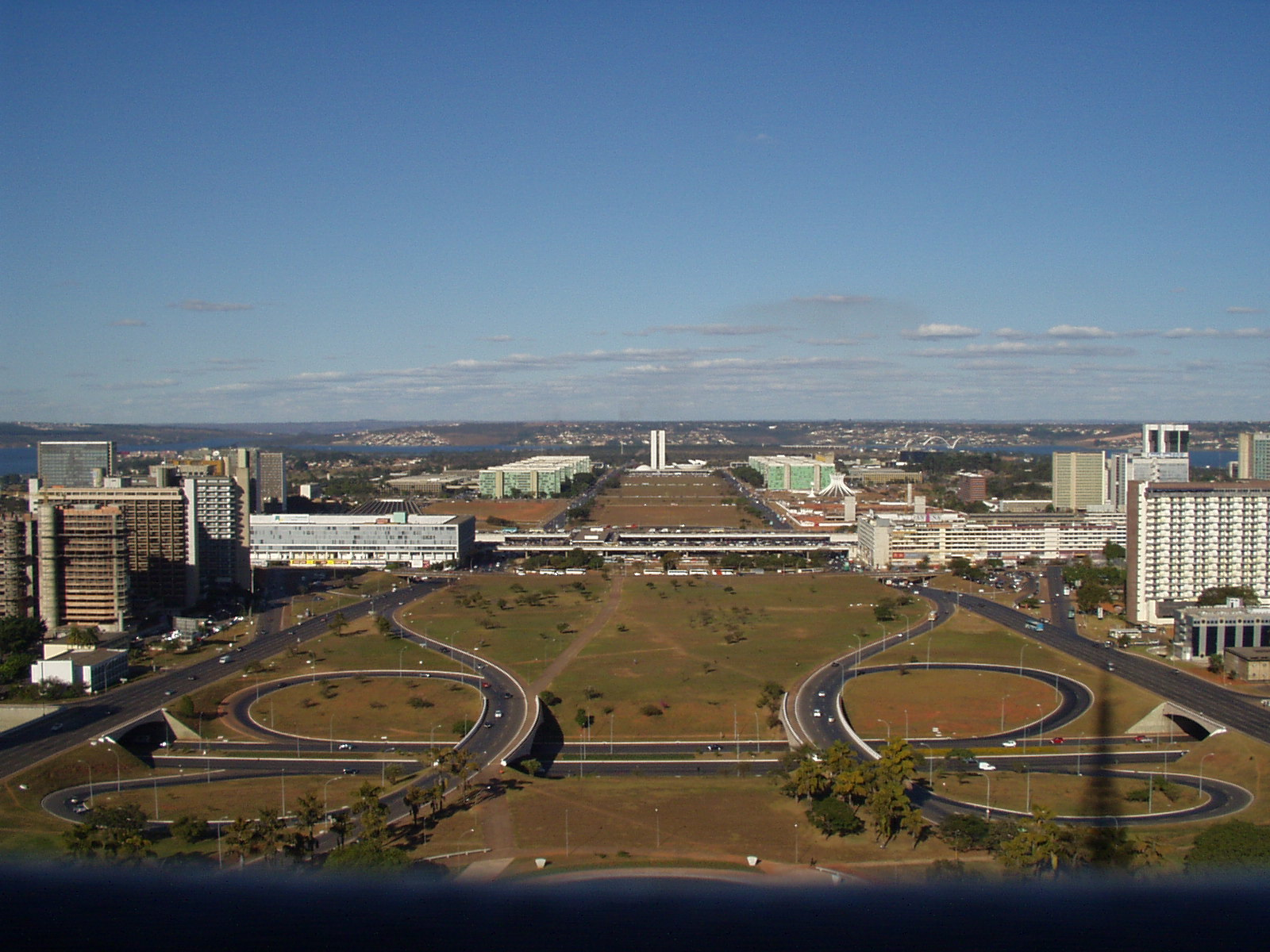
L'axe principal de la ville de Brasilia. Au loin, l'esplanade des ministères et le Parlement.

Pendant la première moitié du XXe siècle, l'économie du Brésil était majoritairement agricole et dépendait des États-Unis. Au début des années 1950, les élites brésiliennes ont décidé de moderniser l'économie de leur pays avec une grande industrialisation. Parallèlement, des projets pour améliorer l'éducation, la culture, la santé, les systèmes de transports et l'administration ont été menés.
La capitale du Brésil a également été déplacée, depuis la ville côtière de Rio de Janeiro vers une nouvelle ville. Bâtie sur un site encore sauvage à l'époque, la ville de Brasilia avait comme seule fonction d'être une capitale administrative, et rien d'autre, selon le scientifique et l'anthropologue James C. Scott. Elle a été construite sur une grande étendue et selon un plan très géométrique, ce qui en fait une bonne représentation du haut-modernisme. Le chef du projet, Oscar Niemeyer, a été fortement influencé par le haut-modernisme soviétique dans son projet pour la nouvelle capitale de l'URSS, afin qu'elle soit plus ouverte sur le monde dans une période d'internationalisme. Malgré les différences culturelles et idéologiques de ces deux projets, les deux ont en commun une volonté de moderniser, un état fort et autoritaire, et une forte adhésion au haut-modernisme.

### Les Inuits et la ligne DEW

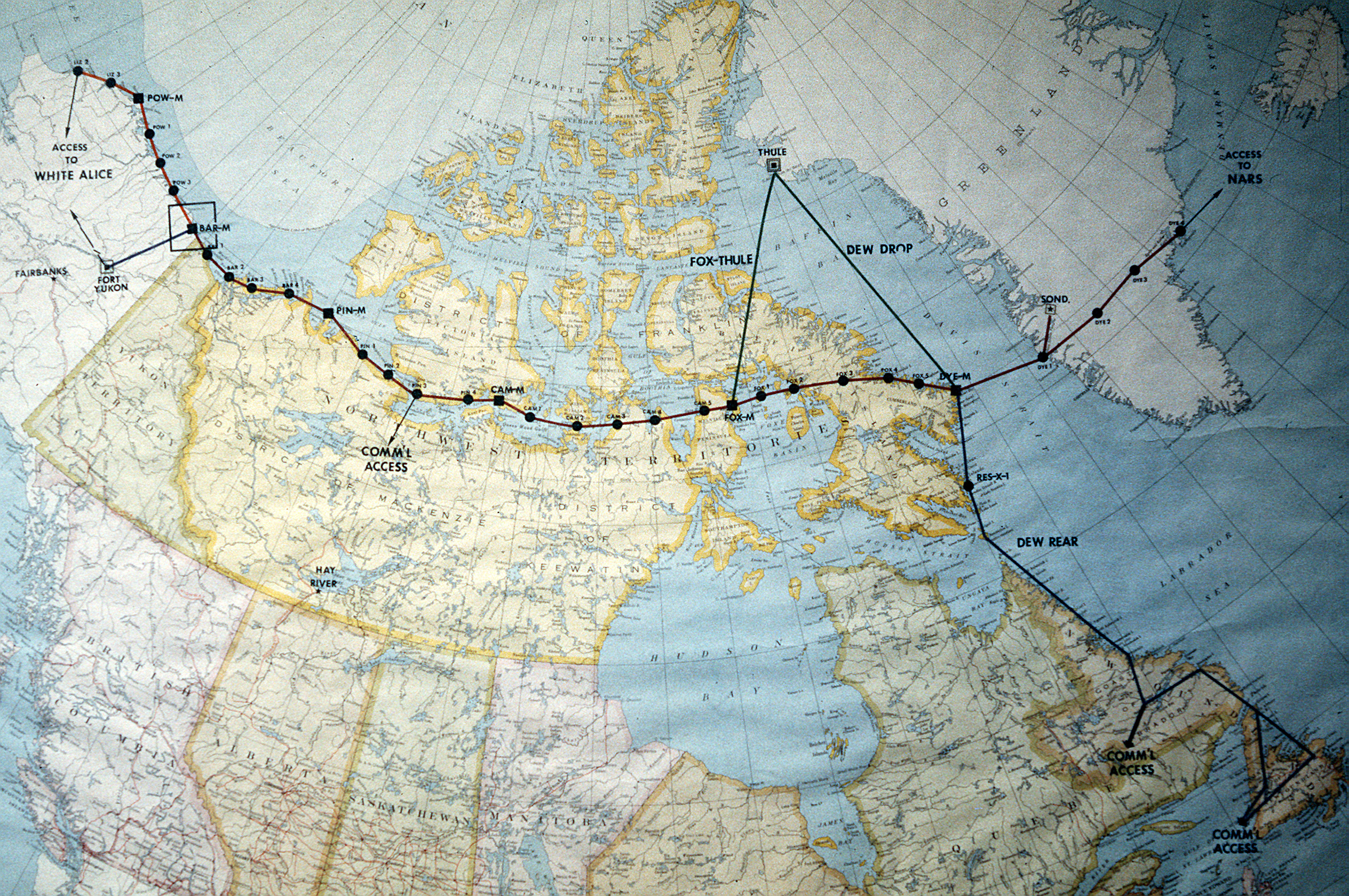
Ligne DEW au nord de l'Amérique, traversant le territoire Inuit

Au Canada et en Alaska, la ligne DEW (acronyme de Distant Early Warning line, ou « ligne avancée d'alerte précoce ») a été construite pour mieux détecter les attaques russes dans un contexte de guerre froide. Cette ligne a perturbé le mode de vie des populations locales inuits et les paysages arctiques.
Le premier ministre John Diefenbaker a fait construire une nation dans le nord reproduisant le schéma du Canada du sud, en ignorant le contexte géographique et culturel de l'Arctique.
Les nouveaux villages de Frobisher Bay et Inuvik ont été conçus par le gouvernement pour être viables dans l'environnement inhabitable de l'Arctique, mais l'indifférence envers les populations locales a conduit à une ségrégation spatiale entre les Inuits et les militaires dans ces deux villes. La perturbation des modes de vie inuits traditionnels a créé des problèmes d'inégalité sociale, de santé et de rupture culturelle.